# Drehwaage
Eine Drehwaage (auch: Torsionswaage) benutzt man seit dem 18. Jahrhundert zur Messung sehr kleiner Kräfte, z. B. der Massenanziehung (Gravitation) zwischen zwei Bleikugeln oder der elektrostatischen Anziehung zwischen zwei verschieden geladenen Körpern.
Ein ähnliches Instrument wurde um 1910 vom ungarischen Geophysiker Loránd Eötvös zur Messung von Schweregradienten entwickelt. Es diente u. a. der  Exploration unterirdischer Rohstoffe und der Geoidbestimmung.

## Funktionsprinzip
Das Funktionsprinzip des ersten Instrumententyps ist: Eine große, stationäre Masse (Bleikugel) zieht eine kleinere Kugel gravitativ an. Dazu wird ein Stab mittig an einem Torsionsdraht aufgehängt und an dessen Enden jeweils eine kleine Massekugel. Zwei große Massekugeln werden in geeignetem Abstand und symmetrisch zu den drehbar aufgehängten Kugeln fest montiert. Die gegenseitige Anziehung bewirkt dann eine Auslenkung bzw. Drehung des Stabes, der das Torsionsmoment des Drahtes entgegensteht. Aus dem Drehwinkel lässt sich die Gravitationskonstante berechnen.
Meist ist die wirkende Kraft so gering, dass die Positionsänderung der Kugel durch die Ablenkung eines Lichtstrahls durch einen am Aufhängefaden befestigten Spiegel (Lichtzeiger) hinreichend vergrößert werden muss, um genau bestimmt werden zu können. Um die Messung nicht durch den Luftwiderstand zu beeinflussen, befindet sich die Waage in einem evakuierten Gefäß.
Mit der Drehwaage wurde erstmals die für die Physik und Technik (z. B. bei der Raumfahrt) sehr wichtige Gravitationskonstante
{\displaystyle G=(6{,}67428\pm 0{,}00067)\cdot 10^{-11}~\mathrm {\frac {m^{3}}{kg\,s^{2}}} }
bestimmt.
Henry Cavendish ermittelte 1798 einen Wert von {\displaystyle 6{,}754\cdot 10^{-11}\,\mathrm {{m^{3}}\,{kg^{-1}\,s^{-2}}} }, der sich vom heute gültigen Wert nur um etwa 1,2 % unterscheidet.

## Geschichtliche Daten
Das Prinzip der Drehwaage bzw. Gravitationswaage wurde von folgenden Wissenschaftlern erstmals ausgearbeitet und benutzt:
- ca. 1760 beschrieb John Michell das Prinzip der Drehwaage und baute ein Gerät, kümmerte sich dann jedoch um andere Wissenschaftsbereiche.
- 1784 beschrieb Charles-Augustin de Coulomb die Benutzung einer Drehwaage zur Untersuchung der Abstoßungs- und Anziehungskräfte elektrischer Ladungen.[1]

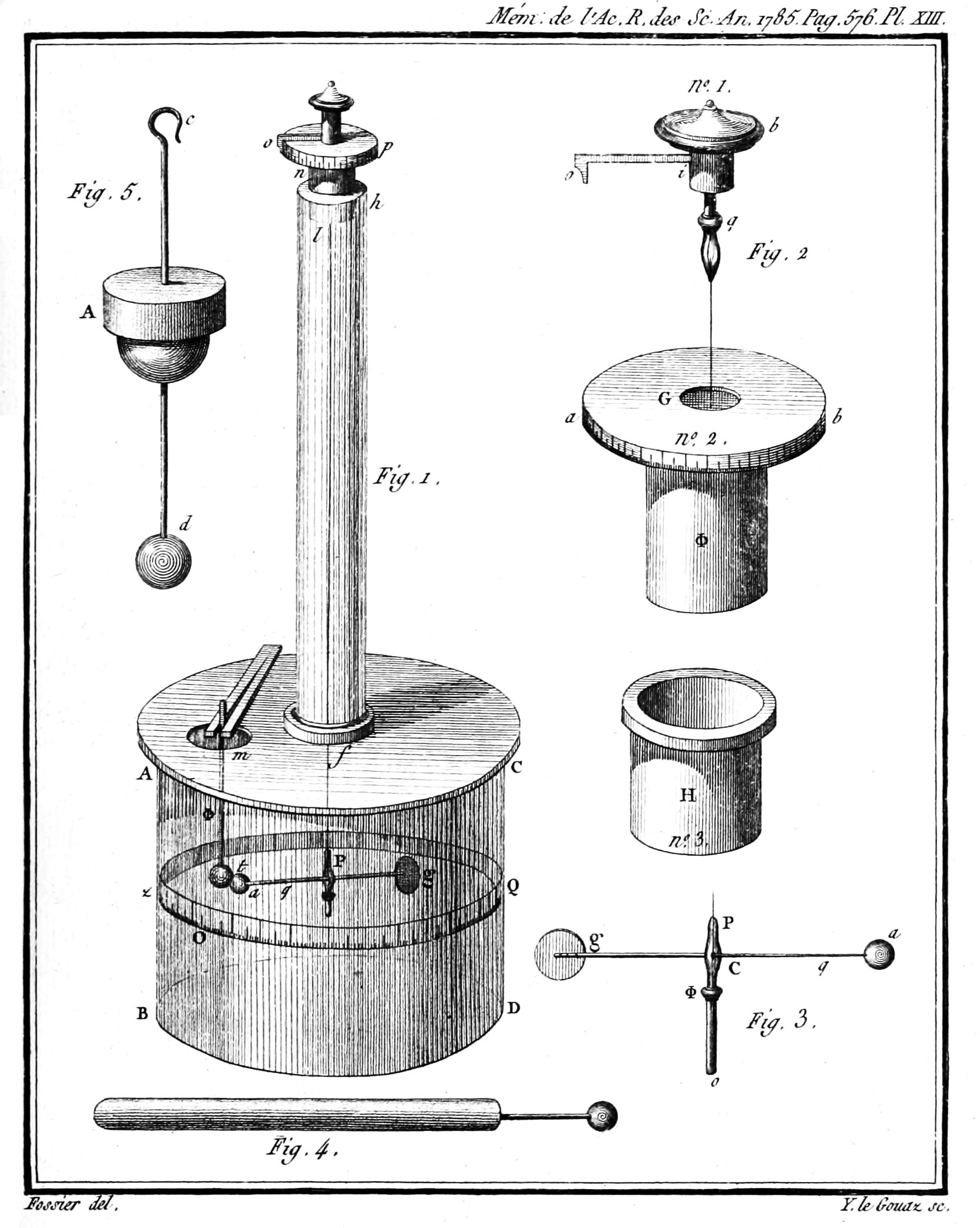
Elektrische Balance, Drehwaage von Coulomb
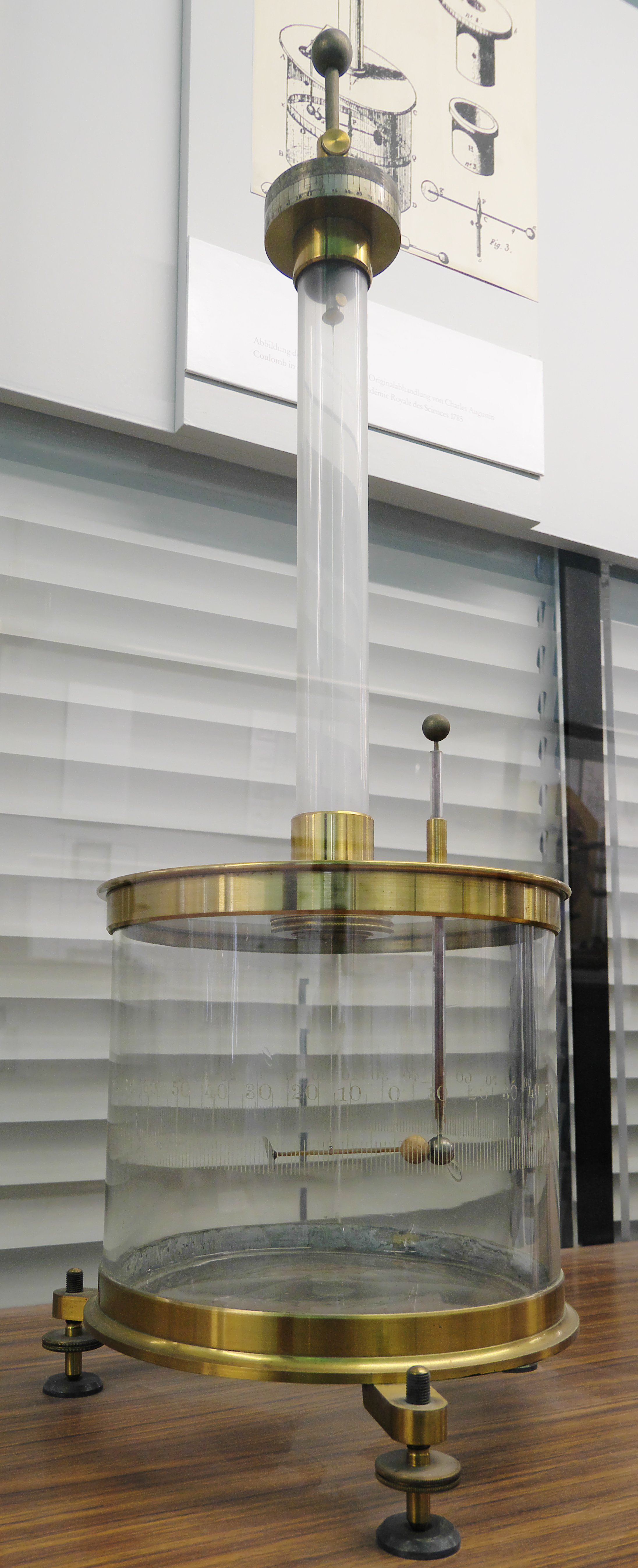
Nachbau der originalen Coulombschen Drehwaage im Deutschen Museum in München

- ca. 1797 gelangte Michells Apparat über Francis John Hyde Wollaston in die Hände von Henry Cavendish, der damit die Anziehungskräfte von Massen maß und so die Gravitationskonstante bestimmte. In seinem Bericht von 1798 an die Königliche Gesellschaft (Royal Society) über seine Experimente wies Cavendish ausdrücklich auf die Verdienste von Michell hin.[2]
- 1906 baute der Geophysiker Loránd Eötvös eine Modifikation der Drehwaage und bestimmte seinerseits die Gravitationskonstante. Daher wird er oft ebenfalls als „Erfinder“ der Drehwaage angesehen.
- Um 1920 entwickelt Eötvös eine für die Messung von Schweregradienten geeignete Drehwaage. Mit ihr beginnt die geophysikalische Erkundung von Erdöl-Lagerstätten und in der Ungarischen Tiefebene auch die Messung von Lotabweichungen.